# Päpinghausen
Päpinghausen ist ein zu Minden, Nordrhein-Westfalen gehörender Stadtteil und liegt östlich der Weser. Er grenzt damit direkt an die Landesgrenze zum niedersächsischen Landkreis Schaumburg, dort an die Stadt Bückeburg, Ortsteil Cammer und an die Stadt Petershagen, Ortsteil Frille. Er ist einwohnermäßig mit Abstand der kleinste der Mindener Stadtbezirke. Durch Päpinghausen fließt die Bückeburger Aue, welche bei Lahde in die Weser mündet.

## Geschichte
Das Haufendorf Päpinghausen wurde erstmals 1022 in den Traditiones Corbeienses als Pepenghus(un) erwähnt. Päpinghausen gehörte bis zu den Napoleonischen Kriegen zur Vogtei Übernstieg im Amt Hausberge des Fürstentums Minden. Der Ort gehörte von 1807 bis 1813 zum Kanton Windheim des napoleonischen Satellitenstaats Königreich Westphalen und kam 1816 zum neuen Kreis Minden. Bis 1972 bildete Päpinghausen eine Gemeinde im Amt Windheim des Kreises. Am 1. Januar 1973 wurde Päpinghausen in die Kreisstadt Minden eingegliedert.
Siehe auch: Voss (niedersächsische Adelsgeschlechter)#Geschichte der Voss zu Päpinghausen

## Verkehr
Päpinghausen liegt verkehrsgünstig an der Bundesstraße 482 Leese – Porta Westfalica sowie an der Bahnstrecke Nienburg–Minden.

## Industrie
Ansiedlung des Industriegebietes Minden Ost II.
Geplant ist eine Erweiterung des Industriegebietes Päpinghausen mit Ansiedlung eines Containerhafen am Mittellandkanal.
Im Jahr 2010 wurde am Produktionsstandort Minden-Päpinghausen ein neues Technologiezentrum der Kavlico GmbH eröffnet, welches den Standort des Betriebes in Minden sichern soll.

## Rotwildbezirk
Alle Gebiete Päpinghausens östlich der Bundesstraße B 482, gehören anteilig zum Rotwildbezirk Minden, dem einzigen Rotwildbezirk des Kreises Minden-Lübbecke.